# Красицька Антоніна Вереміївна
Красицька Антоніна Вереміївна (†1991) — завідувач та екскурсовод кімнати-музею Тараса Шевченка в місті Знам'янка (1961—1991), двоюрідна правнучка Тараса Григоровича Шевченка.

## Походження
Старша сестра Тараса Шевченка — Катерина, вийшла заміж за Красицького Антона Григоровича і перебралася з Кирилівки в Зелену Діброву. І вона, і чоловік померли, залишивши двох дочок — Федору й Марію та синів Якима, Степана і Максима, що осиротів на шостому році життя: наймитував, пас череду. Коли зачитали «волю», було йому тоді сімнадцять. Одружився з біднячкою Христиною Бегебою і помандрував херсонськими степами. Так і опинився на території теперішньої Кіровоградщини.

## Діяльність
Антоніна Красицька разом із своєю мамою — Катериною Максимівною поклали початок музейній кімнаті в місті Знам'янка. В 1959 році Антоніна Вереміївна подорожувала Україною, збираючи, матеріали про Шевченка, відвідувала музей Канева та Києва. В старій хаті вона з мамою влаштувала куточок дідуся Тараса: зібрали фотографії, літературу, на почесному місці помістили портрет, поклали «Кобзар».
В 1961 році Знам'янський міськвиконком збудував і передав в довічне користування внучці і правнучці Шевченка трикімнатний будинок. А ті в одній з кімнат обладнали музейну кімнату. З часу заснування завідувачкою та екскурсоводом на громадянських засадах там була Антоніна Вереміївна. В 1964 році кімната була нагороджена Шевченківською ювілейною медаллю на ознаменування 150 — річчя від дня народження поета.
За п'ятнадцять перших років шевченківську кімнату відвідало понад 22 тисячі чоловік, серед них й родичі Т. Г. Шевченка. Згодом будинок потрапив під нову забудову, його знесли, а кімнату влаштували в міському Будинку піонерів. Антоніна Красицька: «Експонатів понад 500, ніде розміщувати — тісно». Але кімната працювала й за таких умов.
У 1991 році, коли померла Антоніна Вереміївна, у Києві булв організований культурно-науковий фонд родини Красицьких, президентом якого стала Людмила Красицька (по Максимові від Дем'яна).